# Los cazadores (libro)
Los cazadores es un libro publicado originalmente en 1966 y escrito por el profesor de la Universidad de Míchigan Elman Rogers Service. Los cazadores está dedicado al estudio de sociedades cazadoras-recolectoras contemporáneas en trance de desaparición y su importancia en la comprensión de la evolución de la humanidad.

## Contenido
- Tecnología y economía
- La sociedad
- La política
- Ideología
- Resumen
- Apéndice

## Críticas
David Damas escribió una reseña para la revista American Anthropologist en la que afirmaba que Los cazadores y Primitive Social Organization colocaban a Service a la vanguardia de un renacido interés por las sociedades cazadoras-recolectoras.
Jonathan Haas reconocía que el modelo evolucionista que inspira la obra de Service ha sido criticado por generalizar, complicar la compresión de la diversidad cultural y cierto número de inexactitudes, añadido al hecho de existir un amplio rechazo al paradigma evolucionista a la hora de estudiar la cultura por parte de la antropología cultural.